# St. Louis Blues (1958)
St. Louis Blues is een Amerikaanse muziekfilm uit 1958. De regisseur is Allan Reisner. Het verhaal is gebaseerd op het leven van de in 1958 overleden musicus (trompet) en componist W.C. Handy. Het muziekstuk, waar de titel naar refereert St. Louis Blues, componeerde hij in 1914.
De hoofdrollen worden vertolkt door bekende jazz- en bluesmusici zoals Eartha Kitt, Nat King Cole, Ella Fitzgerald, Cab Calloway en Gospelzangeres Mahalia Jackson. De film is in zwart-wit. Gelijktijdig met de film nam Nat 'King' Cole het album St. Louis Blues op met W.C. Handy-composities, gearrangeerd door Nelson Riddle en Ella Fitzgerald nam het lied "St. Louis Blues" op in haar concertrepertoire.